# Équipe cycliste Valdarno
Valdarno est une ancienne équipe cycliste féminine basée à au sud-est de Florence dans la province italienne de Toscane. Elle est dirigée par Giancarlo Montedori et n'existe qu'en 2010.

## Histoire de l'équipe
La création de l'équipe fait suite à l'arrêt de la formation CMAX Dila et à scission de l'équipe Gauss. En 2011, de nombreuses coureuses de l'équipe deviennent membre de l'équipe Kleo Ladies.

## Classements UCI
Ce tableau présente les places de l'équipe Aromitalia Vaiano au classement de l'Union cycliste internationale en fin de saison, ainsi que ses meilleures coureuses au classement individuel.
| Année | Classement par équipes | Meilleure coureuse au classement individuel |
| 2010  | 8e                     | Monia Baccaille (24e)                       |

L'équipe a intégré la Coupe du monde dès sa création en 2010. Le tableau ci-dessous présente les classements de l'équipe sur ce circuit, ainsi que sa meilleure coureuse au classement individuel.
| Année | Classement par équipes | Meilleure coureuse au classement individuel |
| 2010  | 13e                    | Tatiana Guderzo (26e)                       |

## Victoires principales

### Championnats nationaux
Cyclisme sur route
- Championnats d'Italie : 2
  - Course en ligne : 2010 ( Monia Baccaille)
  - Contre-la-montre : 2010 ( Tatiana Guderzo)
- Championnats de Russie : 2
  - Course en ligne : 2010 ( Tatiana Antoshina)
  - Contre-la-montre : 2010 ( Tatiana Antoshina)

## Encadrement
En 2010, Giancarlo Montedori est gérant de l'équipe tandis que Leornardo Gigli est son assistant et représentant de l'équipe auprès de l'UCI. 

## Valdarno en 2010

### Effectif
| Effectif 2010                        | Effectif 2010     | Effectif 2010 | Effectif 2010                 |
| Cycliste                             | Date de naissance | Pays          | Équipe précédente             |
| ------------------------------------ | ----------------- | ------------- | ----------------------------- |
| Tatiana Antoshina                    | 27 juillet 1982   | Russie        | Gauss RDZ Ormu-Colnago (2009) |
| Monia Baccaille                      | 10 avril 1984     | Italie        | Gauss RDZ Ormu-Colnago (2009) |
| Tania Belvederesi                    | 31 janvier 1977   | Italie        | Gauss RDZ Ormu-Colnago (2009) |
| Saneila Biagi                        | 19 septembre 1988 | Italie        | Team CMAX Dila (2009)         |
| Giulia Bonetti                       | 12 novembre 1989  | Italie        |                               |
| Chiara Bortolus                      | 7 juin 1988       | Italie        | Gauss RDZ Ormu-Colnago (2009) |
| Laura Bozzolo                        | 28 septembre 1985 | Italie        | Selle Italia Ghezzi (2009)    |
| Martina Corazza                      | 8 juin 1979       | Italie        | Gauss RDZ Ormu-Colnago (2009) |
| Tatiana Guderzo                      | 22 août 1984      | Italie        | Gauss RDZ Ormu-Colnago (2009) |
| Alessia Massaccesi                   | 5 février 1989    | Italie        | Team CMAX Dila (2009)         |
| Laura Morfin                         | 9 janvier 1982    | Mexique       | Fenixs (2009)                 |
| Bridie O'Donnell                     | 29 avril 1974     | Australie     |                               |
| Marta Vilajosana (1 janv.–30 juin)   | 13 mars 1975      | Espagne       | Team CMAX Dila (2009)         |
| Yevheniya Vysotska (25 juin–31 déc.) | 11 décembre 1975  | Ukraine       |                               |
|                                      |                   |               |                               |
| Source : Cycling Archives            |                   |               |                               |

### Victoires

#### Sur route
| Date     | Course                                     | Pays   | Classe | Vainqueur         |
| -------- | ------------------------------------------ | ------ | ------ | ----------------- |
| 25 avril | GP Liberazione                             | Italie | 1.2    | Monia Baccaille   |
| 23 juin  | Championnats d'Italie sur route            | Italie | CN     | Monia Baccaille   |
| 24 juin  | Championnats de Russie du contre-la-montre | Russie | CN     | Tatiana Antoshina |
| 26 juin  | Championnats de Russie sur route           | Russie | CN     | Tatiana Antoshina |
| 27 juin  | Championnats d'Italie du contre-la-montre  | Italie | CN     | Tatiana Guderzo   |

### Classement UCI
| Rang | Coureur           | Points |
| ---- | ----------------- | ------ |
| 24   | Monia Baccaille   | 207    |
| 31   | Tatiana Antoshina | 171    |
| 37   | Tatiana Guderzo   | 138    |
| 56   | Bridie O'Donnell  | 78     |
| 106  | Eivgenia Vysotska | 27     |
| 361  | Martina Corazza   | 1      |